# Ґеула Коен
Ґеула Коен (івр. גאולה כהן; 25 грудня 1925, Тель-Авів, Палестина — 18 грудня 2019, Мевасерет-Ціон, Ізраїль) — ізраїльська журналістка, політична і громадська діячка. Член п'яти скликань Кнесету від правих сіоністських партій, одна із засновників партії «Тхія», лауреат Премії Ізраїлю за заслуги перед державою і суспільством (2003).

## Біографія
Ґеула Коен народилася наприкінці 1925 року в Тель-Авіві в сім'ї єменського єврея. Навчалася в школі «Бальфур», а потім в коледжі імені Левинського. Рано долучилася до єврейських підпільних організацій підмандатної Палестини — спочатку до «ЕЦЕЛю», а в 1943 році до «ЛЕХІ», за що була виключена з коледжу. З моменту заснування підпільної радіостанції «ЛЕХІ» Коен стала її диктором. Однак у лютому 1946 року була заарештована британською поліцією і засуджена до семи років ув'язнення. Втекла з в'язниці в квітні 1947 року і відновила роботу на радіостанції, яку продовжувала аж до заснування Ізраїлю. Незабаром після втечі Ґеула вийшла заміж за одного з лідерів «ЛЕХІ» Еммануеля Ганеґбі.
У 1949 році Коен вступила до Єврейського університету в Єрусалимі, де отримала ступінь магістра у біблеїстиці, філософії та літературознавстві. У ці роки вона також працювала журналістом (спочатку в місячнику Ісраеля Ельдада «Сулам», а з 1961 по 1973 рік — у газеті «Маарів»). У 1962 році вийшла в світ автобіографічна книга Геули Коен «Історія підпільниці», відтоді витримала ряд перевидань і перекладена англійською, російською, французькою та нідерландською мовою. Паралельно Коен вела активну політичну діяльність в рамках правих сіоністських рухів, у тому числі з 1970 року в партії «Херут». Вона була в числі засновників студентського об'єднання «Села» («Студенти за єврейську революцію», івр. סלע - סטודנטים למהפכה עברית), а пізніше брала участь у створенні і очолювала Національну семінарію ім. А. Бен Еліезера. Після Шестиденної війни Коен стала одним з ініціаторів поселенського руху на окупованих в ході війни територіях. У 1969 році вона організувала агітаційне турне по США в захист права на виїзд євреїв СРСР, в якому з нею брали участь активісти Яков Козаков та Дов Шперлінг. Турне завершилося голодуванням перед будівлею ООН в Нью-Йорку. Так вона привернула міжнародну увагу і стала важливим чинником у рішенні радянської влади дозволити єврейську еміграцію.
У 1973 році Ґеула Коен була обрана до Кнесету від блоку «Лікуд», частиною якого стала партія «Херут». Вона була переобрана і в Кнесет наступного скликання, де очолила комісію з питань алії і абсорбції, але, коли були підписані Кемп-Девідські угоди, згідно з якими Єгипту в обмін на мирний договір повертався Синайський півострів, покинула ряди «Лікуду» і на деякий час перебралася жити в найбільше єврейське поселення на Синайському півострові — Яміт. Разом з професором Юваль Неєманом і Моше Шаміром Коен заснувала націоналістичний рух «Тхія», який представляла в Кнесеті аж до 1992 року.
Під час роботи в Кнесеті в складі фракції «Тхія» Коен стала одним з ініціаторів Основного закону про Єрусалим, який визнає це місто єдиною і неподільною столицею Ізраїлю, а також закону про анексію Голанських висот. Вона продовжувала активно займатися питаннями репатріації та абсорбції євреїв діаспори; зокрема, вона відіграла помітну роль у підготовці операції «Мойсей» за централізованої перевезення в Ізраїль ефіопських євреїв. З 1990 року Коен разом з депутатом Кнесету Едной Солодарь вела боротьбу за помилування засудженого на довічне ув'язнення в США за шпигунство на користь Ізраїлю Джонатана Полларда і надання йому ізраїльського громадянства.
У свою останню каденцію в Кнесеті Ґеула Коен увійшла до складу 24-го уряду Ізраїлю як заступник міністра науки і технології. На початку 1992 року, однак, у знак протесту проти участі Ізраїлю в Мадридській мирній конференції Коен та інші члени «Тхії» покинули праворелігійну правлячу коаліцію Іцхака Шаміра, що призвело до падіння його уряду та дострокових виборів, на яких «Тхія» не зуміла подолати електоральний бар'єр. Через деякий час після цього Коен повернулася в «Лікуд», але вже не виявляла високої політичної активності. В 1994 році, як жест підтримки поселенців Кір'ят-Арба (поблизу Хеврона), вона придбала квартиру в цьому поселенні. В 1998 році за ініціативою Коен і за підтримки муніципалітету Єрусалиму був заснований меморіальний будинок Урі-Цві Ґрі́нберґ, першим директором якого вона стала. У 2003 році Ґеула Коен була удостоєна Премії Ізраїлю за заслуги перед ізраїльським суспільством і державою. Син Коен, Цахі Ганеґбі, входив в число лідерів партії «Лікуд» і неодноразово займав міністерські пости.